# Jane Beß
Jane Beß (auch Jane Bess; * 28. November 1891 als Rosette Herta Rosenthal in Posen; † Ende März / Anfang April 1944 im KZ Auschwitz) war eine deutsche Drehbuchautorin und Filmproduzentin.

## Leben
Die geborene Herta Rosenthal, eine Tochter des jüdischen Zahnkünstlers Max Rosenthal und seiner Frau Luise, geb. Cohn, wuchs zunächst in ihrer Geburtsstadt Posen auf. Seit 1898 Halbwaise, übersiedelte sie 1902 mit ihrer Mutter nach Berlin, wo sie später die Universität besuchte. Ab 1914 war sie Gesellschafterin des Michael Wilhelm & Co. Filmvertrieb und ab 1915 Inhaberin der Tiger-Film. Bei der Produktion ...und die Gerechtigkeit fand den Weg ist erstmals ihre Mitwirkung als Drehbuchautorin überliefert. Ab 1917 zeichnete sie mit ihrem Pseudonym Jane Beß.
Jane Beß erwies sich als ungemein produktive Stummfilmautorin. Sie schrieb vor allem die Stoffe zu Kriminal- und Abenteuerfilmen, daneben auch für Melodramen und Filmkomödien. Ihren Angaben zufolge verfasste sie bis 1926 die Drehbücher zu 128 Filmen, wovon jedoch nur gut die Hälfte nachweisbar sind. Oft arbeitete sie mit den Regisseuren Wolfgang Neff, Siegfried Dessauer und Willy Zeyn senior zusammen. Beß lieferte ihre Drehbücher verschiedenen Filmfirmen und wirkte bei einer davon, der Ima-Film, zugleich als Dramaturgin. In dieser Funktion bearbeitete sie die eingereichten Stoffideen.
Von 1910 bis 1920 war Beß mit dem Rechtsanwalt Leonhard Holz und von 1921 bis 1925 mit dem Direktor der Ima-Film Alfons Fruchter verheiratet. Mit Holz hatte sie ab 1912 eine gemeinsame Tochter. Nach der Machtergreifung der Nationalsozialisten 1933 emigrierte sie zunächst in die Niederlande. Dort schrieb sie 1935 ihr letztes Drehbuch. Kurz darauf wurde ihr die preußische und damit deutsche Staatsangehörigkeit aberkannt. 1937 stand ihr Name nochmals mit der Berufsangabe „Schriftstell[erin]“ im Berliner Adressbuch. Noch im selben Jahr verließ sie abermals das Deutsche Reich und ging nach Paris, wo sie ihren ersten Ehemann erneut heiratete. 1940 wurden sie und ihr Ehemann in Frankreich interniert und am 27. März 1944 mit dem Transport Nr. 70 vom Lager Drancy in das KZ Auschwitz-Birkenau deportiert. Aller Wahrscheinlichkeit nach wurde Jane Beß dort kurz nach ihrer Ankunft ermordet. Leonhard Holz hingegen wurde noch zur Zwangsarbeit verpflichtet, ehe er in den letzten Kriegsmonaten 1945 zunächst ins KZ Mauthausen und dann ins KZ Flossenbürg kam, wo vermutlich auch er eines gewaltsamen Todes starb. Für ihn wurde 2009 ein Stolperstein vor seiner ehemaligen Wohnung in Berlin-Wilmersdorf verlegt.

## Filmografie

### AlsHert(h)a Holz
(P: als Produzentin, D: als Drehbuchautorin)
- 1915: Zwischen Lipp’ und Kelchesrand (P)
- 1915: Perlen bedeuten Tränen (P)
- 1916: Stumme Zeugen (P)
- 1916: … und die Gerechtigkeit fand den Weg (D, P)
- 1916: Die Möbelpolonäse (P)
- 1916: Die vier Finger (P)
- 1917: Die Schuld einer Frau (P)
- 1917: Die abgeschnittene Ehr’ (P)
- 1917: Die Heirat mit Hindernissen (P)

### AlsJane Beß
(wenn nicht anders angegeben, als Drehbuchautorin)
- 1917: Die Nichte aus Amerika
- 1918: Kinder der Straße
- 1919: Die Juwelenmarder von San Francisco
- 1919: Sklaven des Kapitals
- 1919: Margot de Plaisance (Vorlage)
- 1919: In den Krallen des Vampyrs / Eine Frauenschönheit unter dem Seziermesser
- 1919: Die Erbschaft von New York
- 1919: Seine Kammerzofe
- 1920: Die Todesmaske
- 1920: Das grüne Plakat
- 1920: Nat Pinkerton im Kampf, 1. Teil: Das Ende des Artisten Bartolini
- 1920: Der Sklavenhalter von Kansas-City
- 1920: Das Geheimnis der Mitternachtsstunde
- 1920: Der Plan der Drei
- 1920: Der Mann in der Falle
- 1920: Der Spitzel
- 1920: Der Unerkannte
- 1920: Menschliche Hyänen
- 1920: Das Geheimnis der Spielhölle von Sebastopol
- 1920: Das eherne Gesetz
- 1920: Der schwarze Gast
- 1920: In den Goldfeldern von Nevada
- 1920: Apachenrache, 3. Teil: Die verschwundene Million
- 1920: Apachenrache, 4. Teil: Der Affenmensch
- 1920: Rafaello, das Rätsel von Kopenhagen, 1. Teil: Das Mysterium des Hauses Ragmar
- 1920: Der Schrecken der Millionäre
- 1921: Hände hoch (2 Teile)
- 1921: Ratten der Großstadt, 1. Teil: Die geheimnisvolle Nacht
- 1921: Großstadtmädels (3 Teile)
- 1921: Lola, die Apachenbraut (2 Teile)
- 1921: Jagd auf Schurken / Das Achtgroschenmädel (2 Teile)
- 1921: Verbrechen in der Wallstreet 13
- 1921: Der Sohn des Verbrechers
- 1921: Das Kind der Straße (2 Teile)
- 1921: Die Brillantenmieze (2 Teile)
- 1921: Die Hafenlore (2 Teile)
- 1921: Die kleine Midinette. Erlauschtes aus der Konfektion
- 1921: Razzia
- 1921: Morast
- 1921: Gelbstern
- 1922: Brudermord
- 1922: Schande
- 1922: Schamlose Seelen oder Ein Mädchenhandel
- 1922: Bummellotte
- 1922: Der Roman einer Halbweltdame
- 1922: Kaschemmengräfin
- 1922: Der Heiratsschwindler
- 1922: Die Zigarettengräfin
- 1922: Schie-Bo-Li (auch Regie)
- 1922: Im Glutrausch der Sinne (2 Teile)
- 1922: Die Macht einer Frau
- 1922: Das Lebensroulette
- 1924: Das Herz der Lilian Thorland
- 1924: Der Aufstieg der kleinen Lilian
- 1925: Die Moral der Gasse
- 1926: Der goldene Schmetterling
- 1926: Zopf und Schwert
- 1926: Die geschiedene Frau
- 1926: Staatsanwalt Jordan
- 1926: Der lachende Ehemann
- 1926: Dagfin
- 1926: Die Königin des Weltbades
- 1926: Ledige Töchter
- 1927: Die Bräutigame der Babette Bomberling
- 1927: Funkzauber
- 1927: Die Frau mit dem Weltrekord
- 1927: Der Sprung ins Glück
- 1927: Die Sandgräfin
- 1928: Wer das Scheiden hat erfunden
- 1928: Die Geliebte seiner Hoheit
- 1928: Die Königin seines Herzens
- 1928: Frauenarzt Dr. Schäfer
- 1928: Das Spiel mit der Liebe / Harry und die Hochstaplerin
- 1928: Ein Mädel mit Temperament
- 1928: Lockendes Gift
- 1928: Die Abenteurer G.m.b.H.
- 1929: Die Zirkusprinzessin
- 1929: Die Frau im Talar
- 1930: Einbruch im Bankhaus Reichenbach
- 1931: Der Tanzhusar
- 1931: Hilfe! Überfall!
- 1932: Hasenklein kann nichts dafür
- 1935: Der Murrkopf (De Kribbebijter)